# Anthurium faustomirandae
Anthurium faustomirandae là một loài thực vật có hoa trong họ Ráy (Araceae). Loài này được Pérez-Farr. & Croat mô tả khoa học đầu tiên năm 2001.